# Ащерино (Дмитровский городской округ)
Ащерино — деревня в Дмитровском районе Московской области, в составе сельского поселения Синьковское. До 2006 года Ащерино входило в состав Бунятинского сельского округа.

## Расположение
Деревня расположена в западной части района, примерно в 18 км к западу от Дмитрова, у истоков речки Бунятка (левый приток Яхромы), высота центра над уровнем моря 177 м. Ближайшие населённые пункты — Тютьково на юге, Голяди на северо-западе и Малое Телешово на северо-востоке.

## Население
| 2002 | 2006 | 2010 |
| ---- | ---- | ---- |
| 4    | ↘1   | →1   |

В 1770 г. упоминается как деревня Ощерино Каменского стана Дмитровского уезда с 24 жителями, владение Коллегии экономии, ранее Спаса Ярославского монастыря. 
В 1859 г. в казенной деревне Ащерина при безымянном ручье 12 дворов (41 мужчина, 51 женщина).
В 1890 г. в Ащерино Синьковской волости 3-го стана числилось 96 жителей. Здесь находилась бумаго-ткацкая фабрика крестьянина Игнатия Николаевича Мозжухина с 35 рабочими, управлял сам владелец.
В 1899 г. в деревне значится 83 жителя.
В 1911 г. в Ащерино находилось 14 дворов.
В 1926 г. деревня Голядского сельсовета Синьковской волости Дмитровского уезда. 15 крестьянских дворов. 69 жителей (25 мужчин, 44 женщины).